# The Comedian
The Comedian is een Amerikaanse filmkomedie uit 2016 die geregisseerd werd door Taylor Hackford. De hoofdrollen worden vertolkt door Robert De Niro, Leslie Mann, Danny DeVito, Harvey Keitel en Edie Falco.

## Verhaal
Jackie is een oudere stand-upcomedian die probeert om zichzelf her uit te vinden, maar het publiek kan hem moeilijk loskoppelen van het tv-personage dat hij in zijn jonge jaren vertolkte. De komiek is zijn jongere broer en zijn vrouw tot last. Bovendien wordt hij door een rechter veroordeeld tot gemeenschapswerk omdat hij iemand uit zijn publiek heeft aangevallen. Via zijn werkstraf ontwikkelt hij een vriendschap met Harmony, de dochter van een onbetrouwbare vastgoedhandelaar uit Florida.

## Rolverdeling
| Acteur            | Personage          |
| ----------------- | ------------------ |
| Robert De Niro    | Jackie Burke       |
| Leslie Mann       | Harmony Schiltz    |
| Danny DeVito      | Jimmy Berkowitz    |
| Harvey Keitel     | Mac Schiltz        |
| Edie Falco        | Miller             |
| Patti LuPone      | Florence Berkowitz |
| Charles Grodin    | Dick D'Angelo      |
| Cloris Leachman   | May Conner         |
| Hannibal Buress   | Als zichzelf       |
| Billy Crystal     | Als zichzelf       |
| Gilbert Gottfried | Als zichzelf       |
| Brett Butler      | Als zichzelf       |
| Jimmie Walker     | Als zichzelf       |
| Nick DiPaolo      | Als zichzelf       |
| Bobby Rydell      | Als zichzelf       |
| Greer Barnes      | Als zichzelf       |

## Productie

### Ontwikkeling
Producent Art Linson ontwikkelde samen met Richard LaGravenese, Lewis Friedman en komiek Jeff Ross het scenario voor The Comedian. In 2011 werd het project opgepikt door acteur Robert De Niro, die erg onder de indruk was van het scenario. Aanvankelijk werd verwacht dat Martin Scorsese, met wie De Niro eerder al The King of Comedy (1982) had gemaakt, het script zou verfilmen. Later in 2011 werd aangekondigd dat Sean Penn het project zou regisseren met De Niro en Kristen Wiig als hoofdrolspelers.
In mei 2015 werd de Britse regisseur Mike Newell in dienst genomen om het project te verfilmen met De Niro als hoofdrolspeler. Twee maanden later raakte bekend dat Newell door een te drukke agenda had moeten afhaken en zou vervangen worden door Taylor Hackford. In november 2015 werd Jennifer Aniston aangenomen om het vrouwelijk hoofdpersonage te vertolken. De actrice werd in januari 2016 vervangen door Leslie Mann.

### Opnames
Op 21 februari 2016 gingen de opnames van start in New York.

### Release
Op 11 november 2016 ging de film in première op AFI Fest, het filmfestival van de American Film Institute.